# Город на правах повета
Город на правах повета (повята; пол. Miasto na prawach powiatu) — административная единица местного самоуправления в Польше. Город на правах повета является гминой в статусе города, которая выполняет функции повета. В городе на правах повета исполнительную власть возглавляет президент города.
Города на правах повета не являются поветами, а всего лишь гминами, которым законодательная власть, учитывая их специфику, предоставила расширенные полномочия.
Последствия предоставления городам прав повета следующие:
- органы в городе на правах повета (то есть совет города и президент города) выполняют соответствующие компетенции для совета гмины и совета повета (функции войта (бургомистра) и старосты);
- исполнительный орган города на правах повета является органом монократическим[прояснить];
- совет не выбирает исполнительный орган и не может его отозвать;
- депутаты принимают присягу согласно тексту гминного закона.

Кроме того, в организационной структуре города, обладающего правами повета, появляется орган, не функционирующий в «нормальной» гмине (комиссия безопасности и порядка). По существу город на правах повета является гминой, его органы подлежат прежде всего регулированию законом о гминном самоуправлении.
Статус города на правах повета, после проведения административной реформы Польши 1 января 1999, получили:
- города с населением более 100 000 человек;
- исторические столицы воеводств (кроме городов Цеханув, Серадз и Пила)
- некоторые города в пределах городских агломераций.

Варшава получила статус города на правах повета 27 ноября 2002. В 1999-2002 годах параллельно существовали Варшавский повет и город столичный Варшава. Валбжих в период с 1 января 2003 года по 1 января 2013 года отказывался от статуса города на правах повета и входил в состав Валбжихского повета.
По состоянию на 1 января 2018 года статус города на правах повета имеют 66 городов.

## Список современных городов на правах повета
- Варминьско-Мазурское воеводство
  - Ольштын
  - Эльблонг

- Великопольское воеводство
  - Калиш
  - Конин
  - Лешно
  - Познань

- Западнопоморское воеводство
  - Кошалин
  - Свиноуйсьце
  - Щецин

- Куявско-Поморское Воеводство
  - Грудзёндз
  - Быдгощ
  - Влоцлавек
  - Торунь

- Лодзинское воеводство
  - Лодзь
  - Пётркув-Трыбунальский
  - Скерневице

- Люблинское воеводство
  - Бяла-Подляска
  - Замосць
  - Люблин
  - Хелм

- Любуское воеводство
  - Гожув-Велькопольский
  - Зелёна-Гура

- Мазовецкое воеводство
  - Варшава
  - Остроленка
  - Плоцк
  - Радом
  - Седльце

- Малопольское воеводство
  - Краков
  - Новы-Сонч
  - Тарнув

- Нижнесилезское Воеводство
  - Валбжих
  - Вроцлав
  - Еленя-Гура
  - Легница

- Опольское воеводство
  - Ополе

- Подкарпатское воеводство
  - Жешув
  - Кросно
  - Пшемысль
  - Тарнобжег

- Подляшское воеводство
  - Белосток
  - Ломжа
  - Сувалки

- Поморское воеводство
  - Гданьск
  - Гдыня
  - Слупск
  - Сопот

- Свентокшиское воеводство
  - Кельце

- Силезское воеводство
  - Бельско-Бяла
  - Бытом
  - Гливице
  - Домброва-Гурнича
  - Жоры
  - Забже
  - Катовице
  - Мысловице
  - Пекары-Слёнске
  - Руда-Слёнска
  - Рыбник
  - Семяновице-Слёнске
  - Сосновец
  - Свентохловице
  - Тыхы
  - Хожув
  - Ченстохова
  - Ястшембе-Здруй
  - Явожно

## Городские поветы (1919—1939)
- Лодзинское воеводство
  - Лодзь (с 1920 года)

- Келецкое воеводство
  - Ченстохова (с 1928 года)
  - Радом (с 1932 года)
  - Сосновец (с 1928 года)

- Люблинское воеводство
  - Люблин (1920—1922 и с 1928 года)

- Белостокское воеводство
  - Белосток (с 1928 года)

- Краковское воеводство
  - Краков

- Львовское воеводство
  - Львов

- Познанское воеводство
  - Познань
  - Быдгощь
  - Гнезно (с 1925)
  - Иновроцлав (с 1925)

- Поморское воеводство
  - Торунь (с 1928 года)
  - Гдыня (с 1929 года)
  - Грудзёндз (с 1928 года)

- Виленское воеводство
  - Вильно

- Силезское автономное воеводство
  - Катовице
  - Бельско
  - Хожув

## Городские поветы (1944—1975)
- Варшавское воеводство
  - Отвоцк (с 1952)
  - Плоцк (с 1950)
  - Прушков (с 1950)
  - Седльце (с 1950)
  - Жирардув (с 1950)

- Лодзинское воеводство
  - Пабьянице (с 1950)
  - Пётркув-Трыбунальский (с 1950)
  - Томашув-Мазовецки (с 1950)
  - Згеж (с 1950)
  - Здуньская-Воля (с 1957)

- Келецкое воеводство
  - Радом
  - Ченстохова (до 1950 года)
  - Кельце (с 1950 года)
  - Островец-Свентокшиский (с 1950 года)
  - Стараховице (с 1952)
  - Скаржиско-Каменна (с 1957 года)

- Люблинское воеводство
  - Люблин
  - Хелм (с 1950 года)
  - Замость (с 1952 года)

- Белостокское воеводство
  - Белосток

- Краковское воеводство
  - Новы-Сонч (с 1950)
  - Тарнов (с 1950)
  - Закопане (с 1950)
  - Явожно (с 1957)

- Жешувское воеводство
  - Пшемысль (с 1950 года)
  - Жешув (с 1950 года)
  - Санок (с 1957 года)
  - Сталёва-Воля (с 1957 года)

- Познанское воеводство
  - Гнезно
  - Познань
  - Калиш (с 1950 года)
  - Лешно (с 1950 года)
  - Острув-Велькопольски (с 1950 года)
  - Пила (с 1950 года)

- Поморское воеводство (с 1950 года — Быдгощское воеводство)
  - Быдгощь
  - Грудзёндз
  - Торунь
  - Влоцлавек (с 1950)

- Гданьское воеводство
  - Гданьск
  - Гдыня
  - Эльблонг (с 1950)
  - Сопот (с 1950)
  - Тчев (с 1950)

- Зеленогурское воеводство
  - Гожув-Велькопольски
  - Зелёна-Гура

- Щецинское воеводство
  - Щецин
  - Свиноуйсьце (с 1957 года)

- Кошалинское воеводство
  - Кошалин
  - Слупск

- Ольштынское воеводство
  - Ольштын

- Вроцлавское воеводство
  - Вроцлав
  - Еленя-Гура (с 1950 года)
  - Легница (с 1950 года)
  - Свидница (с 1950 года)
  - Валбжих (с 1950 года)

- Опольское воеводство
  - Бжег
  - Ниса (с 1950 года)
  - Ополе (с 1950 года)
  - Рацибуж (с 1950 года)

- Силезское воеводство (с 1950 года — Катовицкое воеводство)
  - Бельско-Бяла
  - Бытом
  - Хожув
  - Гливице
  - Катовице
  - Сосновец
  - Забже
  - Рыбник (с 1950)
  - Бендзин (с 1950)
  - Челядзь (с 1950)
  - Цешин (с 1950)
  - Ченстохова (с 1950)
  - Домброва-Гурнича (с 1950)
  - Мысловице (с 1950)
  - Новы-Бытом (1950-1959, объединён с Рудой в Руда-Слёнска)
  - Руда (1950—1959)
  - Руда-Слёнска (с 1959)
  - Семяновице-Слёнске (c 1950)
  - Шопенице (1950—1957)
  - Свентохловице (с 1950)
  - Заверце (с 1950)
  - Тыхы (с 1957)